# 誤訳
誤訳（ごやく）は、翻訳における誤りのひとつで、翻訳の対象となる原文の内容を正確に理解していない翻訳者が、誤った理解に基づいて翻訳文を作成すること、またそのように作成された誤った内容の翻訳文。原文に含まれている要素を、誤解して訳文に盛り込むもののほか、原文に含まれている要素を訳文に反映させていない「訳抜け」や、逆に原文に書かれていない要素を訳文に盛り込んでしまう場合も誤訳に準じた翻訳上のミスとされる。翻訳の過程が解釈と表現からなるとすると、もっぱら解釈の誤りに由来するものが「誤訳」とされ、これに対して、もっぱら表現の適否、巧拙における問題点は「悪訳」として区別することがある。誤訳の指摘をおもな内容とする書籍などでは、さらに「珍訳」、「欠陥翻訳」といった表現が用いられることもある。

## 誤訳の原因
誤訳の原因は様々であるが、大別すると文法の誤釈と、文脈や文化背景に関する誤解に分けられる。
特に、後者の場合、文意が大きく変わり、場合によっては正反対になるような例もあり、原文の意味を歪曲し、読者を誤解へと誘導しようとする「意図した誤訳」が疑われるような事例もある。
慣用句に気づかず字義通りに直訳してしまったり、専門用語として定訳があるものを一般的な用語としての訳語や、別分野における訳語で訳してしまうと言ったこともよくある。
映画などの字幕のように、表示可能な字数に限りがあったり、翻訳不能といえる言葉遊びがある場合などは、目標言語での文章の流れなどが優先されて訳が与えられることがあり、誤訳とされるが、許容すべきとする見解もある。全体の流れを妨げない翻訳が優先されるケースもある。

### 翻訳学習者の誤訳
2017年に発表された研究では、インタビュー調査を通して翻訳学習者が誤訳をしてしまう原因が分類された。それによると、誤訳の原因は、翻訳作業の中で当該箇所に特段の考慮（調査含む）をしたか否かで大きく二つに分けられる。
こうした考慮がなされていない誤訳には、
(1) 不注意による起因する誤り（見落とし、見誤りなど）
(2) 思い込みに起因する誤り（語義を誤って記憶しており、辞書等で確認せずにそのまま訳してしまうなど）
がある。考慮がなされたにもかかわらず誤訳となった例には、
(3) 原文の意味に対する迷い（多義的な単語をどのように訳せばよいか判断がつかず、曖昧に解釈できる表現を選んでしまうなど）
(4) 原文の意味を取り違える（原文を誤解し、場合によっては原文にない説明的表現も盛り込んで訳してしまうなど）
(5) より適切な訳を求めて（目標言語の表現として適切なものを推敲しているうちに、結果として不適切なものを選択してしまうなど）
による誤訳がある。特に (5) は翻訳者が原文の内容を理解できていたにもかかわらず、結果として誤訳してしまう例であり、翻訳指導の上で (1)から(4) に対する指導方法とは異なる対処が必要だとされている。

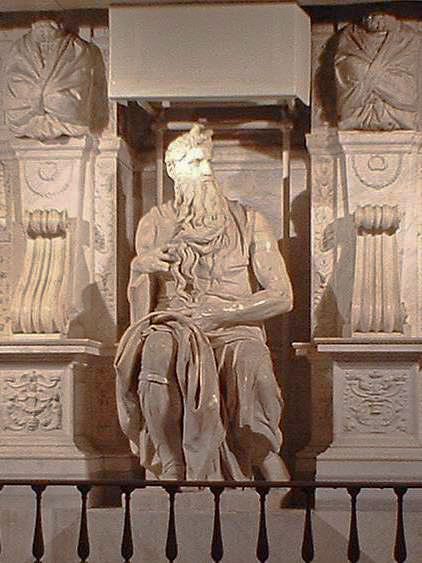
ミケランジェロの作である角のあるモーセ像、サン・ピエトロ・イン・ヴィンコリ教会。

| 考慮 | 原因の分類                   | 原文内容の理解 |
| ---- | ---------------------------- | -------------- |
| なし | (1) 不注意による起因する誤り | できていない   |
| なし | (2) 思い込みに起因する誤り   | できていない   |
| あり | (3) 原文の意味に対する迷い   | できていない   |
| あり | (4) 原文の意味を取り違える   | できていない   |
| あり | (5) より適切な訳を求めて     | できていた     |

## 誤訳の例

### モーセの角
旧約聖書『出エジプト記』34章29節には、十戒を与えられたモーセの顔から光が放たれていたという描写がある。現代の聖書の訳は、ヘブライ語原典なども踏まえてこのような訳となっているが、ヒエロニムスがラテン語版聖書（ウルガタ）を翻訳した際には、「顔が輝く、光を発する」とすべき「קַרן」を、「cornuta esset facies」と訳した。この「cornuta」は、「角が生えた」を意味する「cornutus」の変化形とも解釈できたため、以降、モーセの顔には角があったという説が中世からルネッサンス期に広まった。異論もあるものの、モーセに角があったとするのは誤訳に基づく誤解と考えられている。

### 聖林
米国の地名、ハリウッド=Hollywoodは「聖林」の漢字があてられている。これは、Holly（柊）をHoly（聖なる～）と誤ったためである。

### まだらの紐
シャーロック・ホームズシリーズの名作、「The Adventure of the Speckled Band」は「まだらの紐」と訳され定着してしまったが、ここでのBandは「ひも」と「一団」の両方の意味があるので、「まだらのバンド」と訳されるべきだった。詳しくはまだらの紐#タイトルの仕掛けを。

### 茶会党
「Tea Party」は日本語では「茶会党」と訳されて定着しているが、これは、Partyを「社交的集まり」と誤訳したもの。政治的な文脈では「政党」の意味なので「茶党」と訳されるべきものである。